# Leszek Pełszyk
Leszek Artur Pełszyk (ur. 12 lipca 1971 w Wołominie) – polski niezależny producent programów telewizyjnych, właściciel i prezes firm mediowych Miracle in 5 Sp. z o.o. i Zuza Pictures Sp. z o.o.
Absolwent Wydziału Radia i Telewizji Uniwersytetu Śląskiego w Katowicach (1994-1999). W latach 1990–1992 studiował pilotaż samolotów na Wydziale Budowy Maszyn i Lotnictwa Politechniki Rzeszowskiej. Pilot samolotowy i szybowcowy oraz skoczek spadochronowy.
W latach 1998–2001 był zatrudniony jako producent w telewizji TVN, a następnie w holenderskiej firmie Endemol, znanej m.in. z produkcji Big Brother i Milionerzy, oraz Pearson Television (obecnie Freemantle Media). W 2000 razem z Rinke Rooyens'em i Clare Frances Downer założył niezależną firmę medialną SNAP TV!, producenta takich programów jak Ikea - Dom Pełen Pomysłów (2001), Kto Was Tak Urządził? (2001-2003) i Sextet (2004) dla TVN.
Jako producent wykonawczy lub producent konsultujący współtworzył m.in. audycje telewizyjne: Pod napięciem (TVN, 1998-2004), Milionerzy (TVN, 1999-), Dla Ciebie wszystko (TVN, 2002-2004), Szymon Majewski Show (TVN, 2005-), Familiada (TVP2, 1994-), Na każdy temat (Polsat, 1993-1995), Automaniak (TVN, 1998-), Siłacze (TVN, 1999-).
W latach 2006–2008 jako dyrektor generalny współtworzył kanał telewizji informacyjno-rozrywkowej Superstacja, która uznana została za debiut roku na XXXI Międzynarodowej Konferencji PIKE 2007 w Zakopanem.